# Lorenzo Patta
Lorenzo Patta (Oristano, 23 mei 2000) is een Italiaans atleet, die zich heeft toegelegd op de sprint. Op de Olympische Zomerspelen 2020 wist hij bij de estafette 4x100 meter een gouden medaille te veroveren. 
Patta startte in 2016 met atletiek door deel te nemen aan studentencompetities. Tijdens de nationale indoorkampioenschappen van 2017 werd hij tweede op de 60 meter en derde op de 200 meter. Vervolgens won hij de outdoor titel op de 200 meter.
In 2019 won hij op het EK onder 20 zilver op de 4x100 meter. In 2020 werd hij geselecteerd voor het Italiaanse 4x100 estafetteteam voor de Olympische Zomerspelen. Op de Spelen behaalde hij met Marcell Jacobs, Eseosa Desalu en Filippo Tortu de gouden medaille in een nationaal record van 37,50 seconden.

## Persoonlijke records
Outdoor
| Onderdeel | Prestatie        | Datum              | Plaats  |
| --------- | ---------------- | ------------------ | ------- |
| 100 m     | 10,13 (+1,4 m/s) | 13 mei 2021        | Savona  |
| 200 m     | 15,72 (+1,4 m/s) | 12 juli 2018       | Tampere |
| 400 m     | 49,24            | 24 juni 2017       | Sassari |
| 4x100 m   | 37,50            | 6 augustus 2021 NR | Tokio   |

Indoor
| Onderdeel | Prestatie | Datum           | Plaats |
| --------- | --------- | --------------- | ------ |
| 60 m      | 6,75      | 3 februari 2018 | Ancona |
| 200 m     | 21,41     | 2 maart 2019    | Ancona |
| 4x200 m   | 1.27,07   | 2 maart 2019    | Ancona |

1912: Jacobs, Macintosh, d'Arcy, Applegarth ·
1920: Paddock, Scholz, Murchison, Kirksey ·
1924: Clarke, Hussey, Leconey, Murchison ·
1928: Wykoff, Quinn, Borah, Russell ·
1932: Kiesel, Toppino, Dyer, Wykoff ·
1936: Owens, Metcalfe, Draper, Wykoff ·
1948: Ewell, Wright, Dillard, Patton ·
1952: Smith, Dillard, Remigino, Stanfield ·
1956: Murchison, King, Baker, Morrow ·
1960: Cullmann, Hary, Mahlendorf, Lauer ·
1964: Drayton, Ashworth, Stebbins, Hayes ·
1968: Greene, Pender, Smith, Hines ·
1972: Black, Taylor, Tinker, Hart ·
1976: Glance, Jones, Hampton, Riddick ·
1980: Moeravjov, Sidorov, Prokofjev, Aksinin ·
1984: Graddy, Brown, Smith, Lewis ·
1988: Bryzgin, Krylov, Moeravjov, Savin ·
1992: Marsh, Burrell, Mitchell, Lewis ·
1996: Esmie, Gilbert, Surin, Bailey ·
2000: Drummond, Williams, Lewis, Greene ·
2004: Gardener, Campbell, Devonish, Lewis-Francis ·
2008: Bledman, Burns, Callender, Thompson ·
2012: Carter, Frater, Blake, Bolt ·
2016: Powell, Blake, Ashmeade, Bolt ·
2020: Desalu, Jacobs, Patta, Tortu ·
2024: Brown, Blake, Rodney, De Grasse